# Kazatchok

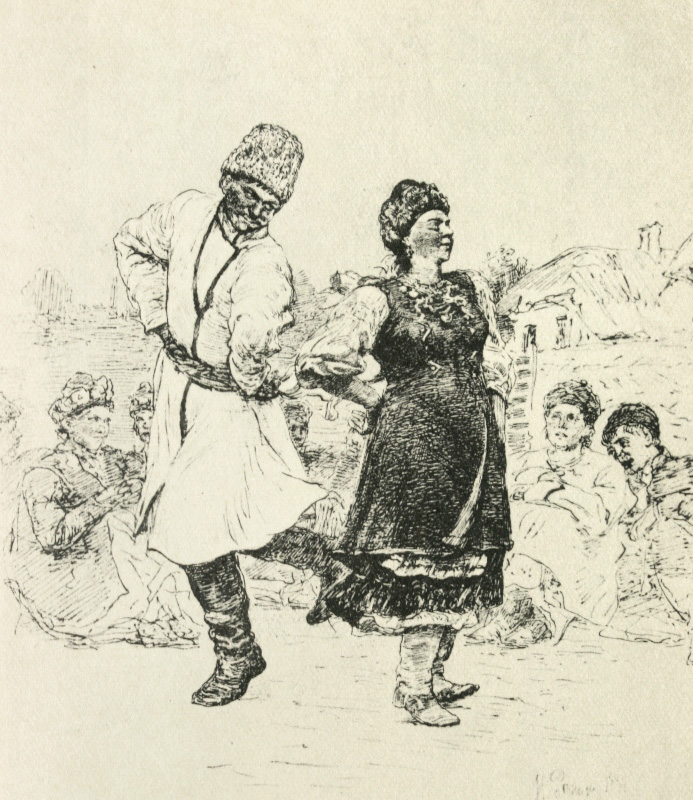
Danseurs de kozachok, 1880.

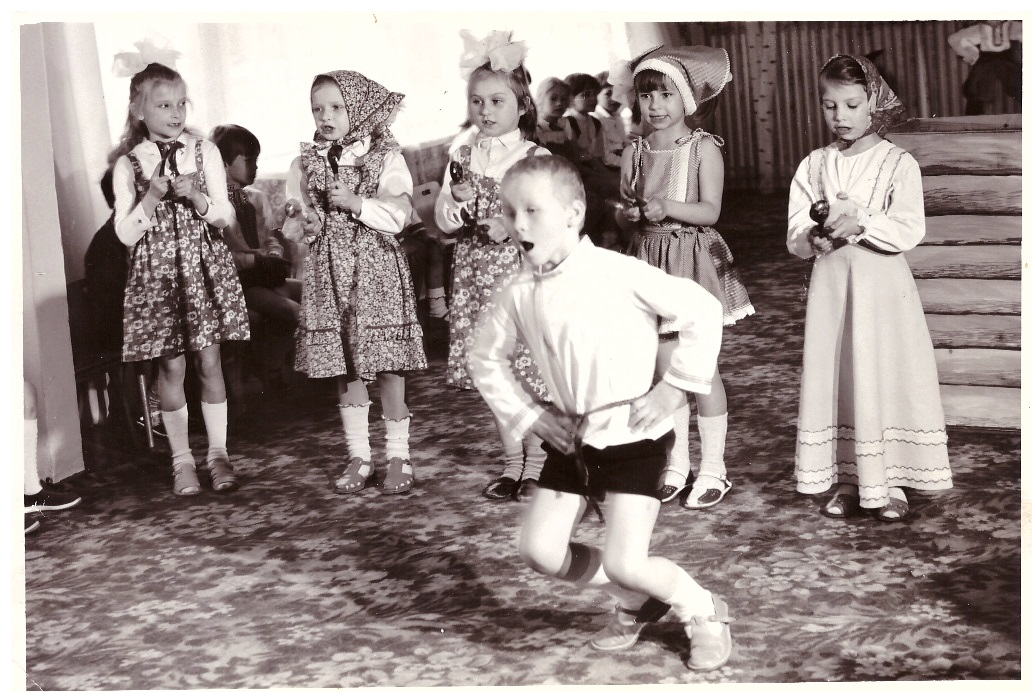
Un petit garçon russe danse le kazatchok dans un spectacle scolaire à Khabarovsk (1985).

Le kazatchok ou kozatchok (en ukrainien : Козачок, en russe : Казачок) est une danse traditionnelle originaire d'Ukraine pratiquée jadis par les Cosaques.
Elle est rapide, linéaire, se danse en couple, sur un tempo en constante augmentation et selon un mode improvisé. La femme mène la danse et l’homme suit, imitant ses figures ; elle indique les changements en tapant dans ses mains.
Le kozatchok, dérivé du mot « cosaque », est inspiré du théâtre (de poupée) itinérant, le « Vertep », qui a ses racines dans l’Ukraine des XVIe et XVIIe siècles. Une pièce de Vertep était composée de deux parties, la première retraçant la naissance du Christ et la seconde étant une histoire n’ayant pas de caractère religieux. C’était souvent l’occasion d’une fête très joyeuse, autour de Cosaques de la région de Zaporijia (ville des bords du Dniepr) qui chantaient, jouaient de la bandoura (sorte de mandoline qui associe les effets de la cithare et du luth) et dansaient. La danse a ensuite été connue sous le nom de Vertpeny Kazatchok, ce qui signifie littéralement « poupée cosaque du Vertep », et elle mettait en valeur tous les caractères du fier tempérament cosaque.
Parmi les variantes du kazatchok, on note le kazatchok du Kouban (de la région du Kouban, située au Sud de la Russie, sur les bords de la mer Noire) et le kazatchok du Terek (du Caucase du Nord).
Le premier arrangement musical connu concernant le kazatchok a été attribué à un joueur de luth et compositeur de Ruthénie, K.S.R. Dusiacki (qui a vécu au XVIIe siècle). On connaît ensuite des recueils de mélodies datant de la seconde moitié du XVIIIe siècle. Les premiers recueils imprimés apparaissent dès la fin de ce XVIIIe siècle.
En Occident au XVIIIe siècle, le kazatchok est parfois inséré dans des ballets français mais il devient surtout très connu en France après le passage des troupes russes à Paris en 1814, à la suite des défaites napoléoniennes.
La danse a changé dans le courant du XIXe siècle, où les danseurs ont commencé à se tenir en cercle.
Depuis les années 1960, elle a été reprise dans de nombreux pays.[réf. nécessaire]
Le 2 juillet 2015, la danse a été reprise par le jeu vidéo Team Fortress 2 renommée en kazotsky kick.
Musicalement, on trouve des arrangements pour cette danse dans les œuvres d'Alexandre Serov, de Tchaïkovski et d’autres compositeurs russes. Parmi les œuvres symphoniques, on connaît notamment le Malorossiysky kazatchok (Малороссийский казачок) d'Alexandre Dargomyjski, la 3e symphonie de Roman Simovytch (en) et la suite pour danse d'Anatoli Kolomiyetz.

## Sources
- (en) Bobri, Vladimir - Notes on the Ukrainian Folk Dances //Guitar review, no 33, été 1970 p. 27
- (uk) Ukrayins'ke kozatstvo - (Entsyklopedia) Kiev, 2006